# Simon Stevin (schip, 1931)
De Belgische veerpont Simon Stevin werd in 1931 gebouwd als Stoompont 18, bestemd voor de veerdienst over het Amsterdamse IJ. De Scheepsbouwwerf en Machinefabriek Holland bouwde de veerpont in Hardinxveld. Op 25 maart 1931 vond de officiële proeftocht plaats, afgelegd met gunstig gevolg. Direct na de proefvaart werd Stoompont 18 overgenomen door de gemeente Amsterdam.
In 1957 is de stoommachine vervangen door een dieselmotor, waarna het schip als Veerpont 18 in de vaart kwam. Tot 1990 heeft Veerpont 18 gevaren als autoveer voor het GVB.
De Veerpont 18 werd in 1990 verkocht naar België en kwam voor de Vlaamse overheidsrederij Vloot in de vaart als Simon Stevin. De veerpont werd omgebouwd omdat er geen auto's meer mee vervoerd hoefden te worden. De Simon Stevin ging varen op de veerdienst Hoboken - Kruibeke. In 2014 werd een nieuwe veerpont opgeleverd voor deze veerdienst en werd de Simon Stevin reserveboot.
Als reserveboot ligt de Simon Stevin de meeste tijd stil aan de kade in Antwerpen. Sporadisch komt de veerpont in de vaart, zoals bijvoorbeeld in juni 2015 tussen Hoboken - Kruibeke en als pont tussen Linkeroever en Rechteroever in Antwerpen. In 2021 werd het schip vervangen door het gloednieuwe veer Marnix Van Sint Aldegonde.

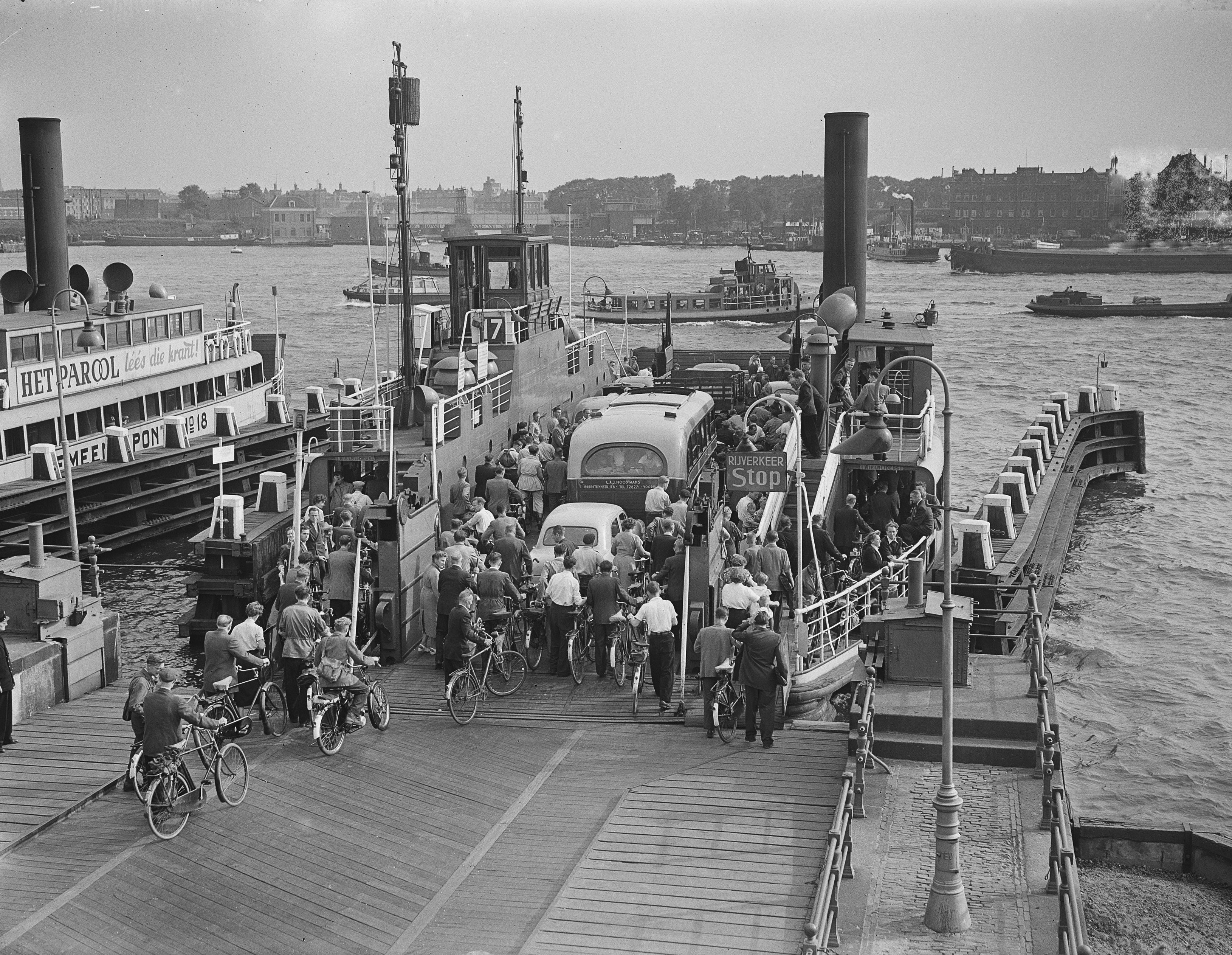
Links is Stoompont 18 te zien, naast Stoompont 17.

Op 17 juli 2023 passeerde de voormalige veerpont de sluizen van Terneuzen, geduwd door de sleepboot Bobo. Het was haar laatste reis naar sloper Galloo te Gent.